# Fays (Ciney)
Pour les articles homonymes, voir Fays.
Fays [fa(j)i] est un hameau belge de l'ancienne commune d'Achêne, situé dans la commune de Ciney dans la province de Namur en Région wallonne.